# Helena Rubinstein
Helena Rubinstein (Cracóvia, 25 de dezembro de 1872 – Nova Iorque, 1 de abril de 1965) foi uma empresária e cosmetóloga, colecionadora de arte e filantropa polonesa-estadunidense. Fundou a Helena Rubinstein Inc., uma companhia de cosméticos, que a tornou uma das mulheres mais ricas do mundo, hoje propriedade do grupo L'Oréal.

## História
Nascida em Cracóvia que à época fazia parte do território Austro-Húngaro em uma família judia-ortodoxa (seu avô havia sido rabino). Sua mãe, Shaidel Rubinstein era dona de casa. Seu pai Horace-Naftoli Hertz Rubinstein, comerciante de livros. Vindo de uma família bastante humilde, a personalidade forte da mãe na condução das oito filhas ajudou a forjar o seu caráter intrépido.
De acordo com relatos próprios, iniciou os estudos de medicina na Universidade de Cracóvia, porém abandonou por não simpatizar com a rotina clínica. Na universidade apaixonou-se por um rapaz mas sua família não permitiu o relacionamento por ele não ser judeu, escolhendo para ela como esposo um viúvo de 35 anos de idade. Diante desta proposta Helena decide fugir e refugiar-se em Viena, na casa de uma tia materna. Seguiu após para Gênova em um navio com destino à Austrália.

### Mudança para a Austrália

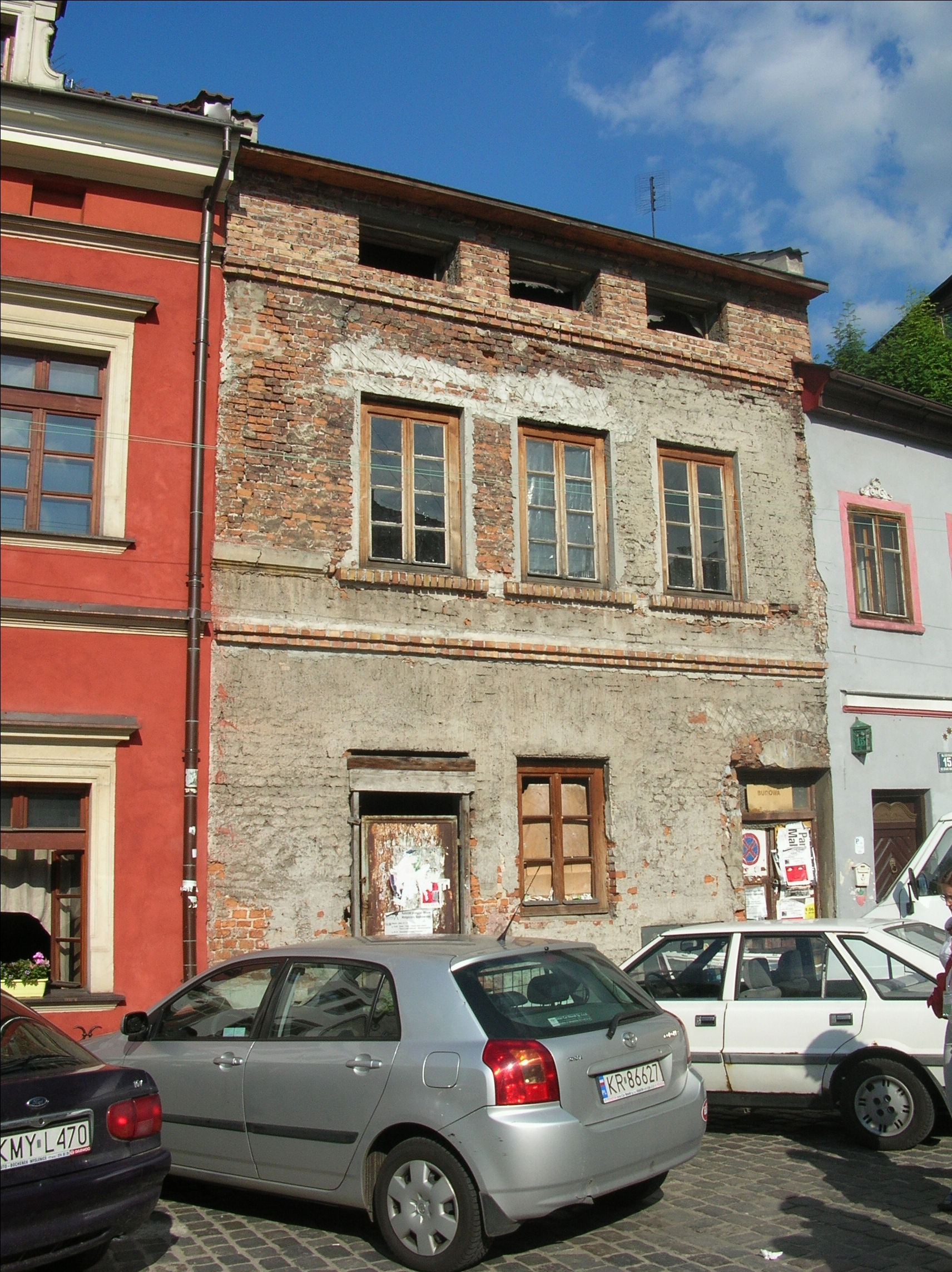
Casa onde nasceu Helena Rubinstein

Em 1896, aos 24 anos de idade, Rubinstein desembarca na Austrália. Sem dinheiro e com um vocabulário de poucas palavras em inglês, trabalhou como empregada doméstica e auxiliando em uma loja de seu tio, Louis Silberfeld em Coleraine. Também trabalhou por um período breve como garçonete nas casas de chá de Melbourne, momento em que entrou em contato com pessoas dispostas a investir na sua ideia. Helena trouxera na bagagem potes de um unguento caseiro que sua própria mãe fabricava. Logo conseguiu compradoras entusiasmadas de seus potes de creme, que rapidamente se esgotaram. Percebendo que havia um mercado a ser explorado, Helena passou a fazer experiências na sua cozinha, misturando ingredientes para criar o próprio creme. Usando como matéria-prima a lanolina, uma cera obtida a partir da gordura da lã, ingrediente farto na Austrália (que possui um dos maiores rebanhos de ovelhas do mundo). Para suavizar o forte odor de lanolina, Rubinstein experimentou várias misturas diferentes como lavanda, casca de pinheiros e lírios.
Contra todos os conselhos que diziam que ela deveria vender o produto barato, Rubinstein colocava o preço nas alturas para dar a impressão de que eram luxuosos.
Com margens de lucro cada vez mais altas, em 1902 conseguiu abrir um salão em Collins Street, uma das mais glamourosas ruas de Melbourne, vendendo além de cremes loções e sabonetes, compreendendo que a fórmula de cada produto deveria ser adaptada para cada tipo de pele.
Em Melbourne conhece Edward William Titus, um jornalista também nascido na Polônia, que futuramente a auxiliaria com a produção da publicidade de seus produtos, e que comandava uma pequena editora onde chegou na publicar livros como Lady Chatterley's Lover, de D. H. Lawrence.
Em 1905 sua irmã Ceska assume a operação das lojas em Melbourne, enquanto que Helena parte para Londres como uma bem sucedida empresária, para estudar os avanços no tratamento da pele. Em uma época que a maquiagem ainda era vista com maus olhos, geralmente associada a prostitutas e comediantes, Rubinstein apostou na intuição de que ciência e estética estavam intrinsecamente ligados. Trava contato com aqueles que seriam os dois alicerces do seu modelo de negócios: dermatologistas que lhe ajudariam a desenvolver o seu produtos, e os artistas e celebridades que os tornariam famosos e populares.
De volta a Austrália, além de trazer as outras irmãs para ajudar na gestão do negócio, Rubinstein trouxe também o Dr. Jakob Lykusky, o homem que havia ensinado sua mãe a fórmula do creme para desenvolver novos produtos. Sydney foi o próximo destino e em cinco anos Rubinstein conseguia formar aquela que seria uma das primeiras companhias de cosméticos do mundo.

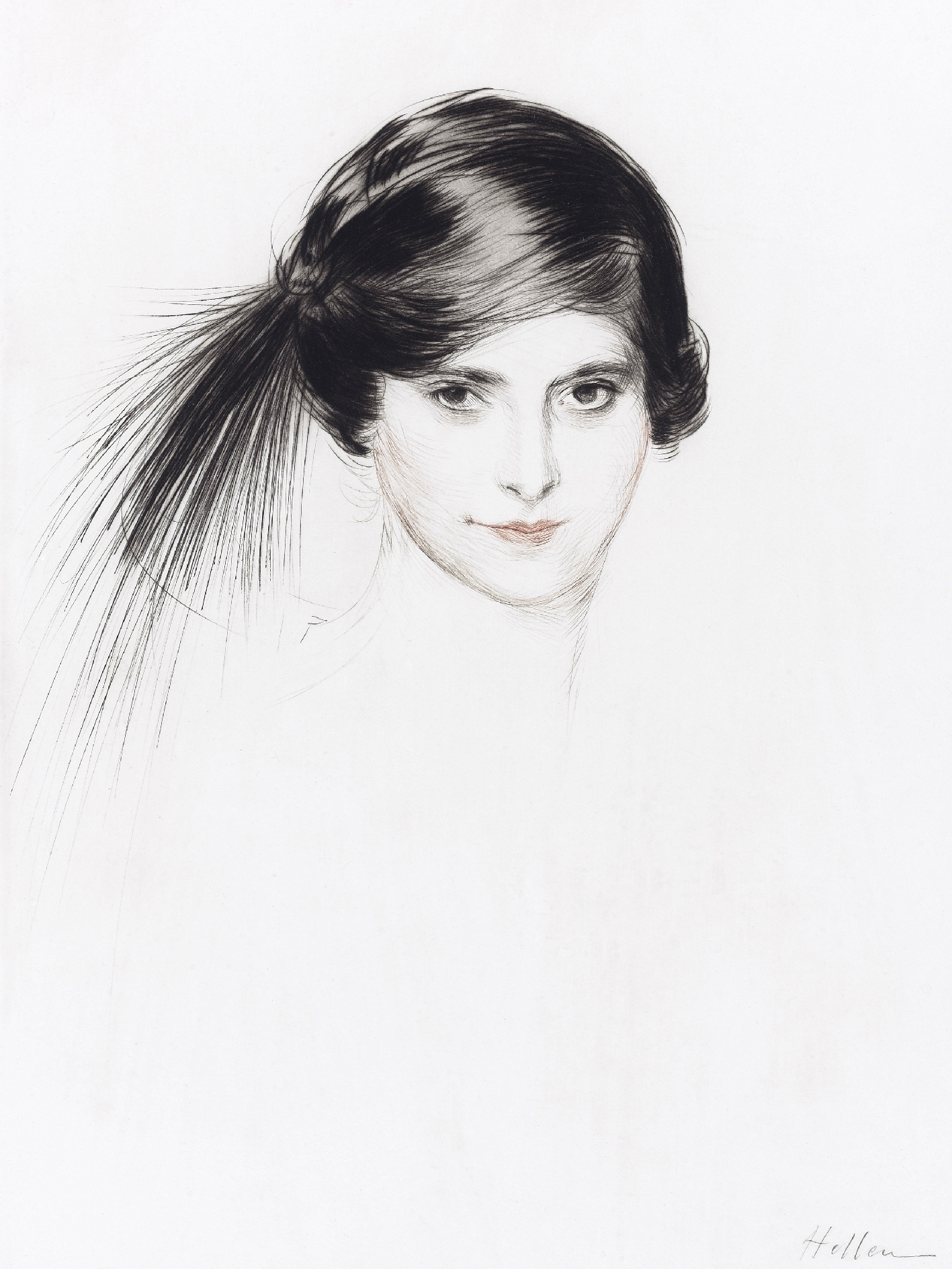
Desenho de Helena Rubinstein por Paul César Helleu

### Casamento e filhos
Deixando o comando dos salões na Austrália com as irmãs, Helena partiu para Londres em 1908. Nesta época as mulheres não podiam obter empréstimos bancários, portanto teve que investir o seu próprio capital, cerca de £ 100.000. Em pouco tempo abre uma unidade do Salon de Beauté Valaze em Londres. No mesmo ano casa-se com Edward Titus e tem dois filhos, Roy Valentine Titus (1909) e Horace Titus (1912).
Em 1912 Rubinstein decide mudar-se para a França, uma vez que "franceses tem um mais gosto pela maquiagem que os ingleses". Nesta fase ela torna-se conhecida por ofertar jantares nababescos para artistas e intelectuais parisienses, mantendo contato frequente com pessoas tais como Marc Chagall, Louis Marcoussis, Louise de Vilmorin, Colette, Misia Sert, Salvador Dali, Pablo Picasso (que jamais conseguiu finalizar o seu retrato) e Jean Cocteau, que a batizou de "imperadora da cosmética". Em sua "Maison de Beauté" localizada na Rue Saint-Honoré ela propõem a aplicação de massagens estéticas corporais que chocam a alta burguesia francesa. Colette é uma das primeiras a aceitar a nudez na massagem, lançando assim moda.

### Mudança para os Estados Unidos
Com o inicio da Primeira Guerra Mundial, Helena deixa o salão de Paris sob a responsabilidade de sua irmã Pauline e muda-se com o marido para Nova Iorque, onde abre uma unidade de seu salão em 1916, seguindo-se a implantação de outras em São Francisco, Boston, Filadélfia, Chicago e Toronto, assim como as vendas de seus produtos nas lojas de departamentos.
Mas desta vez Helena não seria a pioneira no ramo dos cosméticos, pois tinha que fazer frente a concorrentes de peso como Estée Lauder, Charles Revsone e a sua grande rival por toda a vida Elisabeth Arden. Tanto Arden quanto Rubinstein eram alpinistas sociais, tinham consciência da atração que a aparência e do luxo causava nas pessoas. Também compreendiam o peso que as celebridades exerciam na mente das pessoas, e como o preço elevado dos produtos aumentava a percepção de exclusivismo dos mesmos. As duas jamais se encontraram pessoalmente, mas a sua rivalidade moveu a indústria cosmética americana no século XX. Sempre que uma lançava um produto a outra se esforçava para lançar um produto melhor.
Em 1917, Rubinstein iniciou a fabricação e distribuição de seus produtos em escala industrial. Os "Dias da Beleza" promovidos em sua cadeia de salões tornaram-se um grande sucesso.
Em 1928 vendeu a sua cadeia de negócios nos Estados Unidos para o grupo de gestão financeira Lehman Brothers por 7.3 milhões de dólares (88 milhões de dólares corrigidos para valores de 2017). Mas com a chegada da Grande Depressão ela as comprou novamente por quase 1 milhão de dólares, reestruturando seus negócios e ampliando o número de salões pelos Estados Unidos.

### Divórcio e segundo casamento.
Helena divorciou-se de seu marido em 1938 e rapidamente contraiu matrimônio com o príncipe Artchil Gourielli-Tchekonia (1895 - 1955), que tinha laços de parentesco com a família real georgiana.
Uma multimilionária de contrastes, Rubinstein era conhecida por ter gastos frugais, como levar uma marmita para o trabalho, ao mesmo tempo que gastava vultuosas somas de dinheiro em roupas, joias, obras de arte e mobiliário. No que diz respeito a arte ela fundou o Pavilhão de Arte Contemporânea Helena Rubinstein em Tel Aviv em 1957, além de estabelecer bolsas de estudo para estudar arte na Austrália. Em 1953 criou uma fundação para arrecadar fundos para tratamentos médicos e pesquisas.
Em 1959, Rubinstein serviu como representante da indústria cosmética americana na Exibição Nacional americana em Moscou.
Chamada de Madame por seus funcionários, permaneceu ativa na condução dos negócios mesmo com a saúde debilitada e de cama, fortificando os laços da família na companhia.

### Falecimento e Legado
Rubinstein morreu em 1° de abril de 1965, de causas naturais. Foi sepultada no Mount Olivet Cemetery no Queens. Em 1966 seu excêntrico mobiliário Victoriano em acrílico e foi leiloado nas galerias do Park-Bernet em Nova Iorque.
Uma das frases mais icônicas de Rubinstein era de que "não existe mulher feia, apenas mal cuidada". Muitos estudos já foram realizados para a mídia sobre a influência que seus salões e produtos tiveram na construção dos padrões de beleza e estética.
Em 1976, a Helena Rubinstein Inc. foi vendida para o grupo Colgate-Palmolive, e é atualmente controlada pelo grupo L'Oréal.